# Магонія
Магонія (Mahonia) — рід рослин родини барбарисові (Berberidaceae).

## Будова
Вічнозелений кущ із складними шкірястими темно-зеленими блискучими (часто з колючими краями) листками. Квіти дрібні, жовті, зібрані в китиці. Плоди темно-сині, покриті восковим нальотом. В Україні поширений в основному один вид: Mahonia aquifolium Nutt. — Магонія падуболиста.

## Класифікація
Вчені не можуть дійти згоди про належність видів до роду Магонія. Частина видів має паралельне наукове ім'я з роду барбарис (Berberis). Це список 41 видів, які науковці визнають магоніями.
- Mahonia bealei (Fortune) Carrière
- Mahonia bodinieri Gagnep.
- Mahonia bracteolata Takeda
- Mahonia breviracema Y.S. Wang & P.G. Xiao
- Mahonia cardiophylla T.S. Ying & Boufford
- Mahonia conferta Takeda
- Mahonia decipiens C.K. Schneid.
- Mahonia duclouxiana Gagnep.
- Mahonia eurybracteata Fedde
- Mahonia fordii C.K. Schneid.
- Mahonia fortunei (Lindl.) Fedde
- Mahonia gracilipes (Oliv.) Fedde
- Mahonia hancockiana Takeda
- Mahonia imbricata T.S. Ying & Boufford
- Mahonia japonica (Thunb.) DC.
- Mahonia leptodonta Gagnep.
- Mahonia longibracteata Takeda
- Mahonia miccia Buch.-Ham. ex D. Don
- Mahonia microphylla T.S. Ying & G.R. Long
- Mahonia monyulensis Ahrendt
- Mahonia moranensis I.M. Johnst.
- Mahonia moranensis (Schult. & Schult. f.) I.M. Johnstone
- Mahonia napaulensis DC.
- Mahonia nepalensis DC.
- Mahonia nitens C.K. Schneid.
- Mahonia oiwakensis Hayata
- Mahonia paucijuga C.Y. Wu ex S.Y. Bao
- Mahonia polyodonta Fedde
- Mahonia retinervis P.G. Xiao & Y.S. Wang
- Mahonia setosa Gagnep.
- Mahonia shenii Chun
- Mahonia sheridaniana C.K. Schneid.
- Mahonia subimbricata Chun & F. Chun
- Mahonia taronensis Hand.-Mazz.
- Mahonia tenuifolia Loudon ex Steud.
- Mahonia tenuifolia (Lindl.) Loudon ex Fedde
- Mahonia tinctoria (Terán & Berland.) I.M. Johnst.
- Mahonia volcania Standl. & Steyerm.
- Mahonia volcanica Standl. & Steyerm.

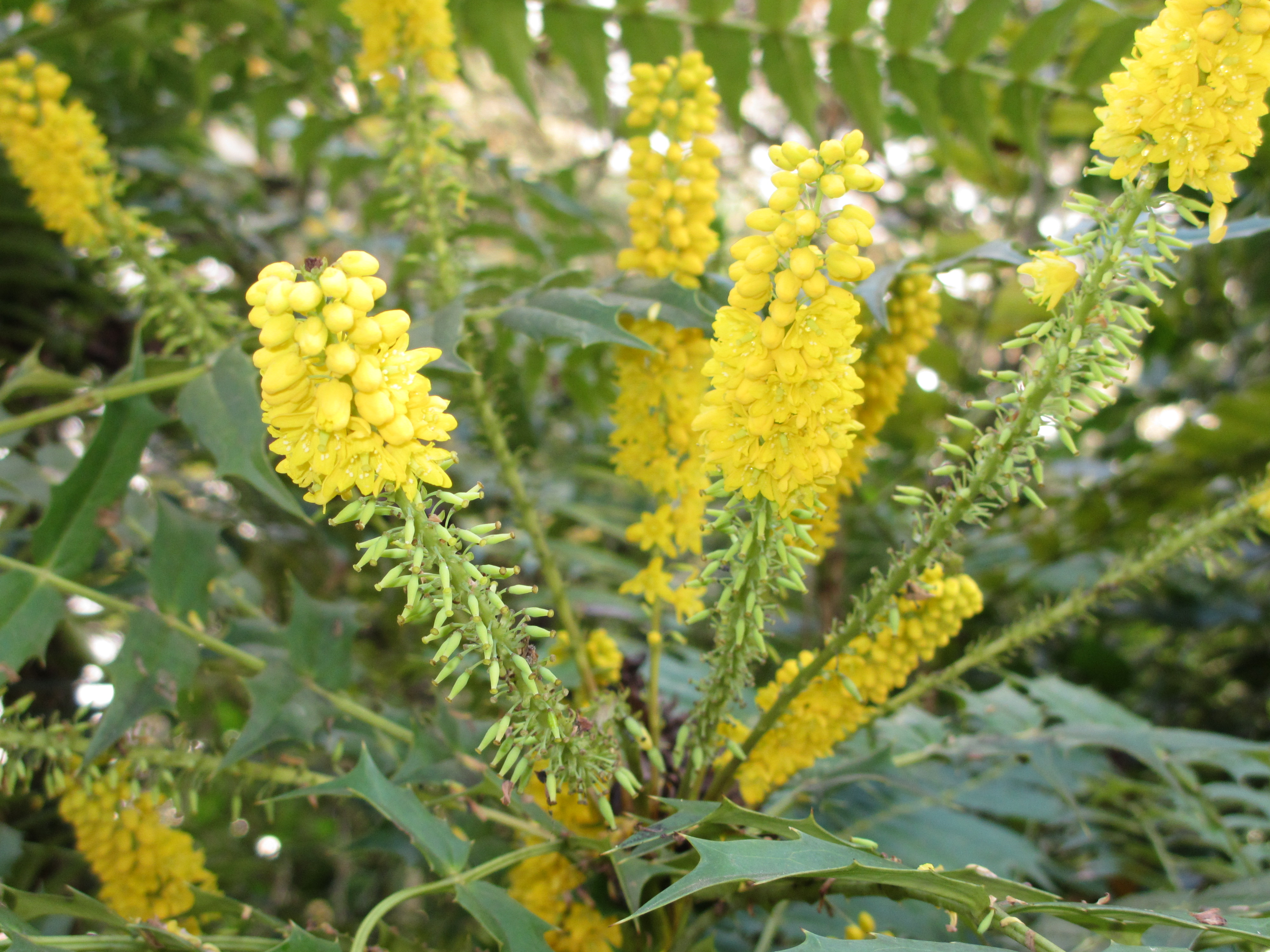
магонія середня

## Практичне використання
У зеленому будівництві магонію падуболисту використовують для посадки на газонах, партерах, для оформлення узлісь масивів і груп дерев, може рости під наметом у рідких куртинах завдяки тіневитривалості. Дуже декоративні також Mahonia media (магонія середня), особливо її форма Charity із золотистими китицями, що спадають на всі боки, та Mahonia bealei, яка нагадує падуб.